# Ró

Rhó — majuskulní varianta a jedna z variant minuskulních

Ró nebo rhó (majuskulní podoba Ρ, minuskulní podoba ρ či ϱ, řecký název ῥῶ) je sedmnácté písmeno řecké abecedy. V systému řeckých číslovek reprezentuje hodnotu 100. Čte se jako české 'r'.
Z písmene ró se vyvinulo 'R' v latince i 'Р' v cyrilici. Majuskulní podoba je snadno zaměnitelná s majuskulním 'P' z latinky.

## Použití
Malé písmeno 'ρ' se používá jako symbol pro:
- hustotu ve fyzice
- rezistivitu ve fyzice
- korelační koeficient ve statistice
- spektrální poloměr matice v matematice

## Reprezentace v počítači
V Unicode je podporováno
- jak majuskulní Ró (Ρ)
  - U+03A1 GREEK CAPITAL LETTER RHO
- tak minuskulní ró (ρ) i jeho varianta (ϱ)
  - U+03C1 GREEK SMALL LETTER RHO
  - U+03F1 GREEK RHO SYMBOL

V HTML je možné zapsat tyto znaky pomocí jejich Unicode čísla: &#929; respektive &#961; respektive &#1009.
Majuskulní podobu je také možné zapsat pomocí HTML entity &Rho;, základní variantu minuskulní podoby pomocí &rho;.
V prostředí LaTeXu je možné použít příkazy \rho a \varrho pro minuskulní varianty, pro majuskulní podobu se používá písmeno 'P' z latinky.